# Hoofdburcht

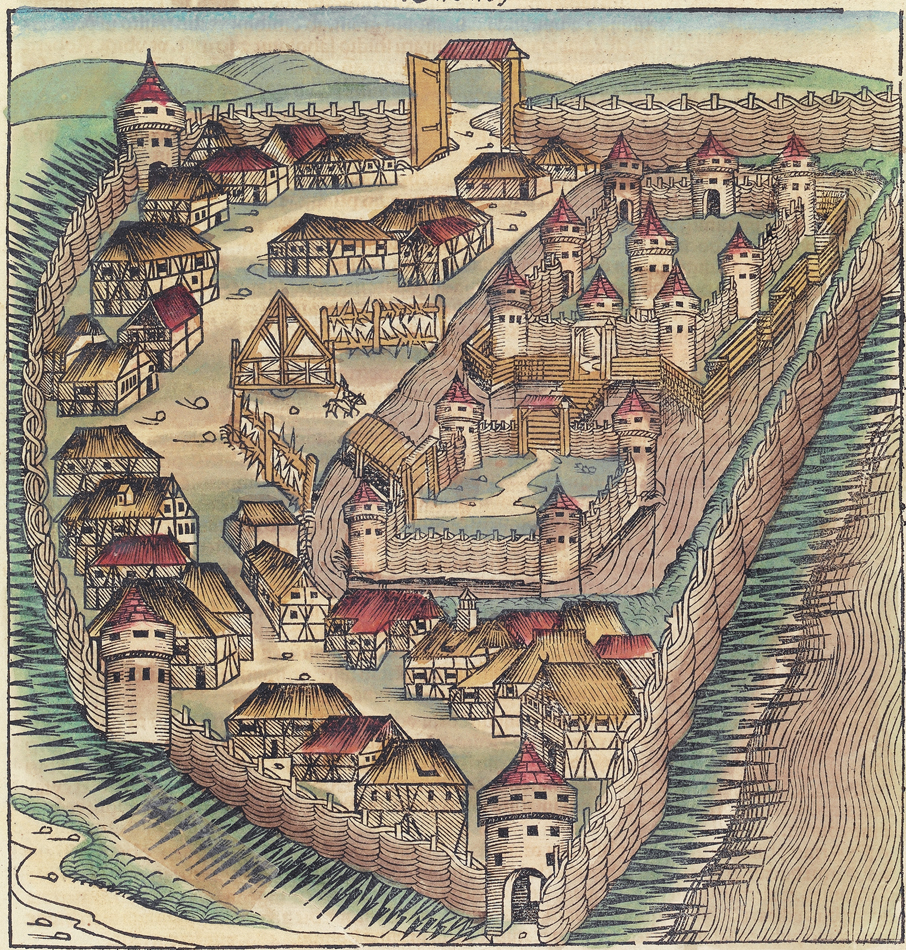
Het kasteel ligt hier binnen de stad. De voorburcht en hoofdburcht duidelijk zichtbaar op een oude kaart van Neurenberg.

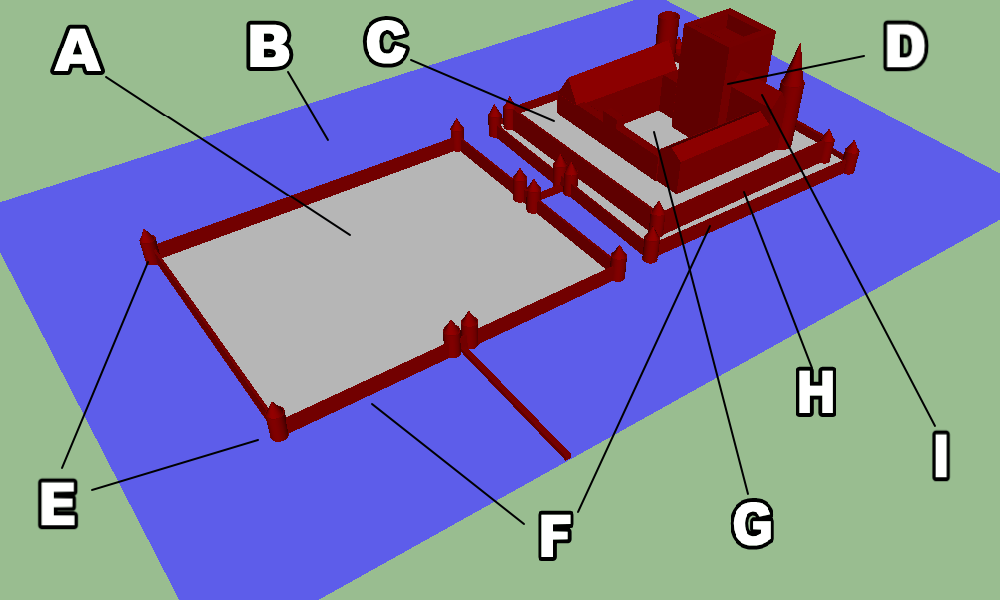
(A) voorburcht (B) gracht (C) hoofdburcht (D) donjon (E) waltoren (F) ringmuur (G) binnenhof (H) dwingel (I) schildmuur.

De hoofdburcht of kernburcht is een beschrijving van een kasteel- of burchtgedeelte, dat door een voorburcht, dwingel, gracht, een ringmuur of andere  buitenwerken bijzonder goed te verdedigen is en daardoor de kern van een middeleeuws verdedigingswerk vormt.

## Beschrijving
De hoofdburcht bevat de belangrijkste woon- en verdedigingsgebouwen zoals de ridderzaal, de woning, de woontoren en de donjon. Vaak bevindt zich binnen het bereik een bron of waterreservoir, omdat waterreserves in de middeleeuwen bijzonder belangrijk waren, om tijdens een belegering de vijand toereikend weerstand te kunnen bieden.
Meestal is de hoofdburcht het oudste bouwdeel van een kasteel, omdat zij gebouwen herbergt die tijdens de bouw als eerste werden opgericht. Vaak zijn er flankerende torens aangebouwd, ter dekking van de ringmuur en om daadwerkelijke bescherming aan de kasteeltoren te bieden.
Bij grotere kastelen staan de gebouwen vaak rondom een binnenhof, die als centrale legerplaats en - bij voldoende ruimte - ook als toernooiperk dienstdeed.